# Trofej Mauricea Richarda
Trofej Mauricea „Rocket” Richarda godišnja je nagrada NHL-a namijenjena „najboljem strijelcu regularne sezone”. Utemeljena je u sezoni 1998./99., ali posebna statistika postignutih pogodaka i povezanih rekordâ vodila se ionako od samog početka lige. Za razliku od „Raketinog”, Rossovim trofejem nagrađuje se bodovno najučinkovitiji igrač regularne sezone (najviše golova i asistencija). 
Nijednom u 97 odigranih prvenstava NHL-a najbolji strijelac nije igrao na položaju braniča.
Maurice „Rocket” Richard (francuski izgovor: [ʁiʃaʁ]) bio je zvijezda četrdesetih i pedesetih godina tijekom osamnaestogodišnje karijere u montrealskim „Kanađanima”. Ostvario je 965 bodova u 978 utakmica regularnih sezona te prvi zabio 50 golova u 50 utakmica u posljednjoj „ratnoj” sezoni 1944./45.

## Povijest
Maurice Richard primljen je u Dvoranu slavnih 1961., godinu dana nakon umirovljenja, usprkos propisanom počeku od tri godine za kandidate. Bio je među prvom devedesetoricom odlikovanih Ordenom Kanade 1967. Richard bijaše ikona frankofonog dijela Kanade. Njegova suspenzija do kraja sezone potaknula je nerede u Montréalu na Dan sv. Patrika 1955. godine. Te godine Les Canadiens izgubili su odlučujuću utakmicu velike završnice Stanleyjeva kupa protiv „Crvenih krila Detroita”, ali potom Richard predvodi momčad do nenadmašenih pet uzastopnih Kupova. Osvajao je naslove najboljega strijelca u pet navrata, uključujući i prvih „50 golova u 50 utakmica” u ligaškoj povijesti. 
Čelništvo Canadiensa doniralo je trofej upravi NHL-a 1998. godine u čast svojem iznimnom strijelcu čim se pročula vijest o slabljenju njegova zdravlja. Maurice Richard umro je 2000. povodom čega je upriličen državni pogreb, prvi u povijesti Québeca za osobu izvan politike. Prvi osvajač Richardova trofeja bio je Finac Teemu Selänne.

### Popis najboljih strijelaca (1918. — 1998.)
| Sezona    | Strijelac                                  | Momčad                                            | Položaj u napadu   | Ut.      | Gol. |
| --------- | ------------------------------------------ | ------------------------------------------------- | ------------------ | -------- | ---- |
| 1917./18. | Joe Malone                                 | Montréal Canadiens                                | sredina            | 20       | 44   |
| 1918./19. | Newsy Lalonde                              | Montréal Canadiens                                | sredina            | 17       | 23   |
| 1919./20. | Joe Malone                                 | Québec Bulldogs                                   | sredina            | 24       | 39   |
| 1920./21. | Babe Dye                                   | Toronto St. Patricks                              | desno              | 24       | 35   |
| 1921./22. | Punch Broadbent                            | Ottawa Senators                                   | desno              | 24       | 32   |
| 1922./23. | Babe Dye                                   | Toronto St. Patricks                              | desno              | 22       | 26   |
| 1923./24. | Cy Denneny                                 | Ottawa Senators                                   | lijevo             | 22       | 22   |
| 1924./25. | Babe Dye                                   | Toronto St. Patricks                              | desno              | 29       | 38   |
| 1925./26. | Nels Stewart                               | Montréal Maroons                                  | sredina            | 36       | 34   |
| 1926./27. | Bill Cook                                  | New York Rangers                                  | desno              | 44       | 33   |
| 1927./28. | Howie Morenz                               | Montréal Canadiens                                | sredina            | 43       | 33   |
| 1928./29. | Ace Bailey                                 | Toronto Maple Leafs                               | desno              | 44       | 22   |
| 1929./30. | Cooney Weiland                             | Boston Bruins                                     | sredina            | 44       | 43   |
| 1930./31. | Charlie Conacher                           | Toronto Maple Leafs                               | desno              | 37       | 31   |
| 1931./32. | Charlie Conacher Bill Cook                 | Toronto Maple Leafs New York Rangers              | desno              | 44 48    | 34   |
| 1932./33. | Bill Cook                                  | New York Rangers                                  | desno              | 48       | 28   |
| 1933./34. | Charlie Conacher                           | Toronto Maple Leafs                               | desno              | 42       | 32   |
| 1934./35. | Charlie Conacher                           | Toronto Maple Leafs                               | desno              | 47       | 36   |
| 1935./36. | Charlie Conacher Bill Thoms                | Toronto Maple Leafs                               | desno sredina      | 44 48    | 23   |
| 1936./37. | Larry Aurie Nels Stewart                   | Detroit Red Wings New York Americans              | desno sredina      | 45 43    | 23   |
| 1937./38. | Gordie Drillon                             | Toronto Maple Leafs                               | desno              | 48       | 26   |
| 1938./39. | Roy Conacher                               | Boston Bruins                                     | lijevo             | 47       | 26   |
| 1939./40. | Bryan Hextall                              | New York Rangers                                  | desno              | 48       | 24   |
| 1940./41. | Bryan Hextall                              | New York Rangers                                  | desno              | 48       | 26   |
| 1941./42. | Lynn Patrick                               | New York Rangers                                  | lijevo             | 47       | 32   |
| 1942./43. | Doug Bentley                               | Chicago Black Hawks                               | lijevo             | 50       | 33   |
| 1943./44. | Doug Bentley                               | Chicago Black Hawks                               | lijevo             | 50       | 38   |
| 1944./45. | Maurice Richard                            | Montréal Canadiens                                | desno              | 50       | 50   |
| 1945./46. | Gaye Stewart                               | Toronto Maple Leafs                               | desno              | 50       | 37   |
| 1946./47. | Maurice Richard                            | Montréal Canadiens                                | desno              | 60       | 45   |
| 1947./48. | Ted Lindsay                                | Detroit Red Wings                                 | lijevo             | 60       | 33   |
| 1948./49. | Sid Abel                                   | Detroit Red Wings                                 | sredina            | 60       | 28   |
| 1949./50. | Maurice Richard                            | Montréal Canadiens                                | desno              | 70       | 43   |
| 1950./51. | Gordie Howe                                | Detroit Red Wings                                 | desno              | 70       | 43   |
| 1951./52. | Gordie Howe                                | Detroit Red Wings                                 | desno              | 70       | 47   |
| 1952./53. | Gordie Howe                                | Detroit Red Wings                                 | desno              | 70       | 49   |
| 1953./54. | Maurice Richard                            | Montréal Canadiens                                | desno              | 70       | 37   |
| 1954./55. | Bernie Geoffrion Maurice Richard           | Montréal Canadiens                                | desno              | 70 67    | 38   |
| 1955./56. | Jean Béliveau                              | Montréal Canadiens                                | sredina            | 70       | 47   |
| 1956./57. | Gordie Howe                                | Detroit Red Wings                                 | desno              | 70       | 44   |
| 1957./58. | Dickie Moore                               | Montréal Canadiens                                | lijevo             | 70       | 36   |
| 1958./59. | Jean Béliveau                              | Montréal Canadiens                                | sredina            | 64       | 45   |
| 1959./60. | Bronco Horvath Bobby Hull                  | Boston Bruins Chicago Black Hawks                 | sredina lijevo     | 68 70    | 39   |
| 1960./61. | Bernie Geoffrion                           | Montréal Canadiens                                | desno              | 64       | 50   |
| 1961./62. | Bobby Hull                                 | Chicago Black Hawks                               | lijevo             | 70       | 50   |
| 1962./63. | Gordie Howe                                | Detroit Red Wings                                 | desno              | 70       | 38   |
| 1963./64. | Bobby Hull                                 | Chicago Black Hawks                               | lijevo             | 70       | 43   |
| 1964./65. | Norm Ullman                                | Detroit Red Wings                                 | sredina            | 70       | 42   |
| 1965./66. | Bobby Hull                                 | Chicago Black Hawks                               | lijevo             | 65       | 54   |
| 1966./67. | Bobby Hull                                 | Chicago Black Hawks                               | lijevo             | 66       | 52   |
| 1967./68. | Bobby Hull                                 | Chicago Black Hawks                               | lijevo             | 71       | 44   |
| 1968./69. | Bobby Hull                                 | Chicago Black Hawks                               | lijevo             | 74       | 58   |
| 1969./70. | Phil Esposito                              | Boston Bruins                                     | sredina            | 76       | 43   |
| 1970./71. | Phil Esposito                              | Boston Bruins                                     | sredina            | 78       | 76   |
| 1971./72. | Phil Esposito                              | Boston Bruins                                     | sredina            | 76       | 66   |
| 1972./73. | Phil Esposito                              | Boston Bruins                                     | sredina            | 78       | 55   |
| 1973./74. | Phil Esposito                              | Boston Bruins                                     | sredina            | 78       | 68   |
| 1974./75. | Phil Esposito                              | Boston Bruins                                     | sredina            | 79       | 61   |
| 1975./76. | Reggie Leach                               | Philadelphia Flyers                               | desno              | 80       | 61   |
| 1976./77. | Steve Shutt                                | Montréal Canadiens                                | lijevo             | 80       | 60   |
| 1977./78. | Guy Lafleur                                | Montréal Canadiens                                | desno              | 78       | 60   |
| 1978./79. | Mike Bossy                                 | New York Islanders                                | desno              | 80       | 69   |
| 1979./80. | Danny Gare Charlie Simmer Blaine Stoughton | Buffalo Sabres Los Angeles Kings Hartford Whalers | desno lijevo desno | 76 64 80 | 56   |
| 1980./81. | Mike Bossy                                 | New York Islanders                                | desno              | 79       | 68   |
| 1981./82. | Wayne Gretzky                              | Edmonton Oilers                                   | sredina            | 80       | 92   |
| 1982./83. | Wayne Gretzky                              | Edmonton Oilers                                   | sredina            | 80       | 71   |
| 1983./84. | Wayne Gretzky                              | Edmonton Oilers                                   | sredina            | 74       | 87   |
| 1984./85. | Wayne Gretzky                              | Edmonton Oilers                                   | sredina            | 80       | 73   |
| 1985./86. | Jari Kurri                                 | Edmonton Oilers                                   | sredina            | 78       | 68   |
| 1986./87. | Wayne Gretzky                              | Edmonton Oilers                                   | sredina            | 79       | 62   |
| 1987./88. | Mario Lemieux                              | Pittsburgh Penguins                               | sredina            | 77       | 70   |
| 1988./89. | Mario Lemieux                              | Pittsburgh Penguins                               | sredina            | 76       | 85   |
| 1989./90. | Brett Hull                                 | St. Louis Blues                                   | desno              | 80       | 72   |
| 1990./91. | Brett Hull                                 | St. Louis Blues                                   | desno              | 78       | 86   |
| 1991./92. | Brett Hull                                 | St. Louis Blues                                   | desno              | 73       | 70   |
| 1992./93. | Aleksandr Mogilni Teemu Selänne            | Buffalo Sabres Winnipeg Jets                      | desno              | 77 84    | 76   |
| 1993./94. | Pavel Bure                                 | Vancouver Canucks                                 | desno              | 76       | 60   |
| 1994./95. | Peter Bondra                               | Washington Capitals                               | desno              | 47       | 34   |
| 1995./96. | Mario Lemieux                              | Pittsburgh Penguins                               | sredina            | 70       | 69   |
| 1996./97. | Keith Tkachuk                              | Phoenix Coyotes                                   | lijevo             | 81       | 52   |
| 1997./98. | Peter Bondra Teemu Selänne                 | Washington Capitals Mighty Ducks of Anaheim       | desno              | 76 73    | 52   |

### Popis dobitnika (1999. — )
Sezona 2004./05. otkazana je u potpunosti, a 2012./13. (kao i ona 1994./95.) skraćene na 48 utakmica.
| Sezona    | Strijelac                               | Momčad                                                 | Položaj u napadu | Ut.   | Gol. |
| --------- | --------------------------------------- | ------------------------------------------------------ | ---------------- | ----- | ---- |
| 1998./99. | Teemu Selänne                           | Mighty Ducks of Anaheim                                | desno            | 75    | 47   |
| 1999./00. | Pavel Bure                              | Florida Panthers                                       | desno            | 74    | 58   |
| 2000./01. | Pavel Bure                              | Florida Panthers                                       | desno            | 82    | 59   |
| 2001./02. | Jarome Iginla                           | Calgary Flames                                         | desno            | 82    | 52   |
| 2002./03. | Milan Hejduk                            | Colorado Avalanche                                     | desno            | 82    | 50   |
| 2003./04. | Jarome Iginla Ilija Kovaljčuk Rick Nash | Calgary Flames Atlanta Thrashers Columbus Blue Jackets | desno lijevo     | 81    | 41   |
| 2005./06. | Jonathan Cheechoo                       | San Jose Sharks                                        | desno            | 82    | 56   |
| 2006./07. | Vincent Lecavalier                      | Tampa Bay Lightning                                    | sredina          | 82    | 52   |
| 2007./08. | Aleksandr Ovečkin                       | Washington Capitals                                    | lijevo           | 82    | 65   |
| 2008./09. | Aleksandr Ovečkin                       | Washington Capitals                                    | lijevo           | 79    | 56   |
| 2009./10. | Sidney Crosby Steven Stamkos            | Pittsburgh Penguins Tampa Bay Lightning                | sredina          | 81 82 | 51   |
| 2010./11. | Corey Perry                             | Anaheim Ducks                                          | desno            | 82    | 50   |
| 2011./12. | Steven Stamkos                          | Tampa Bay Lightning                                    | sredina          | 82    | 60   |
| 2012./13. | Aleksandr Ovečkin                       | Washington Capitals                                    | lijevo           | 48    | 32   |
| 2013./14. | Aleksandr Ovečkin                       | Washington Capitals                                    | lijevo           | 78    | 51   |
| 2014./15. | Aleksandr Ovečkin                       | Washington Capitals                                    | lijevo           | 81    | 53   |
| 2015./16. | Aleksandr Ovečkin                       | Washington Capitals                                    | lijevo           | 79    | 50   |
| 2016./17. | Sidney Crosby                           | Pittsburgh Penguins                                    | sredina          | 75    | 40   |

## Znamenitosti
- Joe Malone, strijelac 44 pogotka u 20 utakmica prve sezone NHL-a.
- Charlie Conacher, prvi peterostruki najbolji strijelac.
- Maurice Richard 1945., krajem sezone u kojoj je postao prvi igrač s 50 golova u 50 utakmica. „Rocket” je u pet navrata bio najbolji strijelac prvenstva.
- Gordie Howe, peterostruki najbolji strijelac, među deset najučinkovitijih igrača u 21 uzastopnoj sezoni.

- Bobby Hull, uz Ovečkina najbolje lijevo krilo u povijesti igre i sedmerostruki najbolji strijelac regularne sezone.
- Phil Esposito, šest uzastopnih sezona na vrhu ljestvice (1969. — 1975).
- Brett Hull, Bobbyjev sin, na slici iz 1994. te igračkih dana u St. Louisu. Trostruki uzastopni najbolji strijelac u razdoblju Gretzkyja i Lemieuxa.
- Aleksandr Ovečkin, jedini šesterostruki (štoviše, nitko nema ni četiri) te prošlosezonski (2016.) osvajač Trofeja.